# Ida von Reinsberg-Düringsfeld

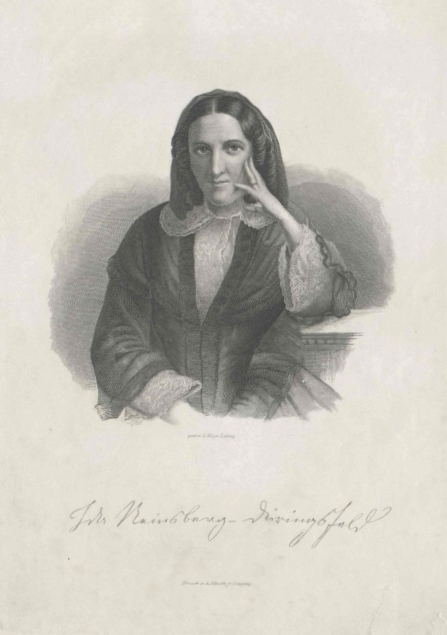
Ida von Düringsfeld

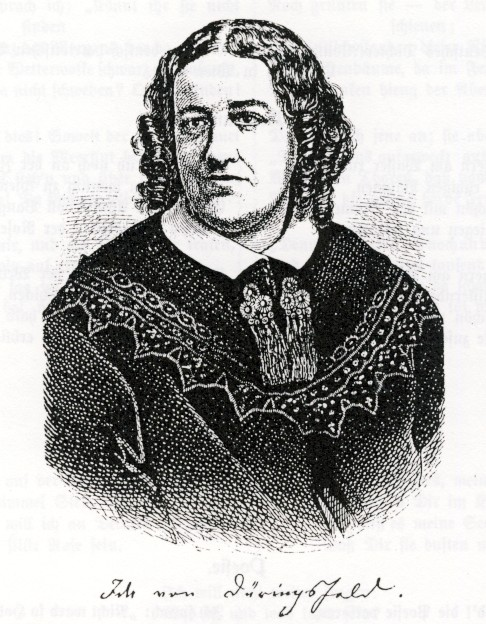
Ida von Reinsberg-Düringsfeld, Stich um 1885

Ida von Düringsfeld, ab 1845 durch Heirat mit Otto Freiherr von Reinsberg, Freifrau von Reinsberg-Düringsfeld (* 12. November 1815 in Militsch, Provinz Schlesien; † 25. Oktober 1876 in Stuttgart) war eine deutsche Schriftstellerin. Schon im Alter von 15 Jahren veröffentlichte sie Gedichte und trat nach ihrem Umzug nach Dresden 1835 auch mit Novellen und Romanen hervor. Sie schrieb zahlreiche, zu ihrer Zeit viel gelesene Romane und Reisebeschreibungen.

## Leben

### Herkunft und Kindheit
Ida von Düringsfeld war die Tochter eines Majors Karl Schmidt, der am 20. September 1811 wegen seiner besonderen Verdienste in einem preußischen Husarenregiment mit dem Namen „von Düringsfeld“ in den Adelsstand erhoben worden war. Ihre Jugend verlebte sie auf den von ihrer Mutter Julie von der Gröben, einer Tochter des Generals Karl Ernst August von der Groeben, gekauften Gütern Ostrawe und Pluskau bei Herrnstadt, sowie in den benachbarten Städten Ostrowo und Breslau, wo sie Unterricht in romanischen und slawischen Sprachen sowie in der Musik empfing. Auch zeigte sie schon früh eine poetische Begabung, welche von ihrer Tante, Frau v. Wurmb und deren Bruder, dem Oberstleutnant v. Platen, begünstigt und durch Einführung in die Literatur gefördert wurde. Ihre ersten lyrischen Dichtungen erschienen ab 1830 in der von Theodor Hell herausgegebenen Dresdner Abend-Zeitung. Dadurch ermutigt, gab sie 1835, im Alter von 19 Jahren eine größere Gedichtsammlung unter dem Namen Thekla heraus.

### Frühes Wirken

Otto und Ida von Reinsberg-Düringsfeld, Lithographie von Ludwig Hoselich (1876) nach älteren Fotografien

Bald darauf siedelte sie nach Dresden über. Dort widmete sie sich der Erlernung der englischen Sprache und bildete ihr musikalisches Talent durch Gesangsunterricht weiter aus. Auch wurde sie dort mit dem Dichter Christoph August Tiedge und dem Maler Moritz Retzsch bekannt, welche beide einen wesentlichen Einfluss auf ihre poetische und künstlerische Entwicklung ausübten. Auf diese Art vielseitig gefördert, verwertete sie ihre Studien der spanischen Literatur zu epischen Dichtungen, welche unter dem Namen „Der Stern von Andalusien“, 1838 erschienen, und einen Romanzenzyklus enthalten, dessen Stoffe aus der spanischen und arabischen Geschichte entnommen sind. Wohl weniger aus eigenem Antrieb, als durch den Rat ihrer Umgebung bestimmt, veröffentlichte Ida von Düringsfeld in den Jahren 1842 bis 1845 eine Reihe von Novellen und Romanen, deren erster, von ihr anonym veröffentlichter Roman, „Schloß Goczyn. Aus den Papieren einer Dame von Stande“, 1841 ihren dichterischen Ruf begründete.
Es folgten weitere ihrer frühen Romane: Skizzen aus der vornehmen Welt, 6 Bände (1842–46), Marie, In der Heimat (1843), Haraldsburg, Magdalene (1844), Hugo, Graf Chala (1845) und Hedwig. Kritiker warfen ihr vor, diese Romane würden weniger auf eigener selbständiger Erfindung, als auf einer, sei es bewussten oder unbewussten Nachahmung der Dichterin Ida Hahn-Hahn beruhen und Gegenstände und Gedanken, sowie die den aristokratischen Kreisen entnommene Sprache der Dichterin imitieren.

### Späteres Leben und Wirken
Seit dem 20. Oktober 1845 war sie mit dem Sprach- und Kulturforscher Otto Freiherr von Reinsberg (1823–1876) verheiratet, den sie auf seinen ausgedehnten Reisen durch Böhmen, Italien, Dalmatien, Belgien und in die Schweiz begleitete. Ihre Reiseeindrücke verarbeitete sie in kulturgeschichtlichen Romanen (u. a. Margarete von Valois, 1847) und Erzählungen. Sie trat auch als Übersetzerin slawischer und italienischer Volkslieder hervor. Mit ihrem Ehemann hatte sie zwei Kinder, den Schauspieler Marco Mechitar von Reinsberg (* 31. Juli 1846 in Venedig; † ? Manhattan, New York), der nach einer kurzen Laufbahn beim Militär gegen den Willen der Eltern Schauspieler wurde und nach Amerika auswanderte, und Zora Dolores (* 15. Juli 1853 in Ragusa), die noch im Kindesalter verstarb.
Das gemeinschaftliche literarische Wirken hatte auf beide einen überaus günstigen Einfluss, insofern Reinsberg durch die poetische Anlage seiner Lebensgefährtin einen idealeren Aufschwung, Ida von Düringsfeld aber durch seine wissenschaftliche Methode und die mit ihm unternommenen Reisen eine reifere Erfahrung, und für die von ihr geschilderten Personen und Handlungen einen geographischen und historischen Hintergrund empfing.
Deshalb zeigen ihre späteren Schriften eine realistischere Richtung und einfachere Sprache, sowie eine größere Vielseitigkeit, indem sie die auf ihren Reisen gesammelten Eindrücke teils mit den Gestalten ihrer poetischen Erfindung harmonisch verwebt und in kulturgeschichtlichen Studien verarbeitet. Das erste in dieser Weise abgefasste Werk Margarete von Valois (1847) ging aus einem sorgfältigen Studium französischer Memoiren hervor; auf den italienischen Reiseerfahrungen beruhen Antonio Foscarini (1850), Am Canal Grande (1848) und Aus Italien (1851); in der Schweiz spielen: Eine Pension am Genfersee (1851), Esther (1852), Clotilde (1855), und Aus der Schweiz (1850).
Nach einem längeren Aufenthalt in den Niederlanden, wo sie auch mit König Leopold von Belgien bekannt wurde und in Briefwechsel trat, entstanden: Nico Beliki (1856–64), Norbert Dujardin (1861), Hendrik (1862). Von der Schelde bis zur Maas (1861), und die ebenso lebensvolle wie gemütsreiche Erzählung Der Bildhauer von Mecheln, welche in der 1873 veröffentlichten Novellensammlung Prismen erschien.
Dalmatien ist in den Novellen Die rothe Mütze und Milena (1863) geschildert, sowie in der Studie Aus Dalmatien (1867); Böhmen und Österreich in den Novellen: Ignota und Auf Goyen (1873 in den Prismen erschienen), sowie in der in Westermanns Monatsheften veröffentlichten Erzählung Der Stoblwirth, endlich in den gemeinsam mit ihrem Gatten verfassten Studien: Aus Kärnten (1857), Aus Meran (1868), und Culturgeschichtliche Skizzen aus Meran (1874).
Zwei in den Prismen erschienene Novellen: Vier Treppen hoch und In einem kleinen Bade, sowie ein größerer Roman: Die Literaten (1863), behandeln das Leben in Leipzig und dessen Umgegend, und sprechen zugleich ein ungünstiges Urteil über mehrere namhafte Schriftsteller aus, durch welches sie sich manche Feindschaft und heftige Entgegnungen zuzog.
Ihre glückliche Ehe hatte jedoch noch einen andern günstigen Erfolg, insofern ihr schon früher geübtes lyrisches Talent nicht nur an Tiefe und großartiger Auffassung der Stoffe, sondern auch durch die auf ihren Reisen gesammelten Eindrücke an Lebhaftigkeit des Kolorits gewann. Dasselbe gelangte in doppelter Weise zur Darstellung, einerseits in eigenen selbstschöpferischen Poesien, namentlich in der unter dem Namen Für Dich (1851) veröffentlichten Sammlung, welche 1865 in zweiter Auflage erschien; sowie in Amimone, ein Alpenmärchen vom Genfersee (1852), andererseits in gelungenen Übersetzungen slawischer und italienischer Volkslieder, welche sie unter der Bezeichnung Böhmische Rosen (1851), und Lieder aus Toskana (1854–59) herausgab. Beide poetischen Schöpfungen erwarben durch den Wohllaut der Sprache, die eigenen Dichtungen durch Wahrheit und Innigkeit der Empfindung, die Übersetzungen durch treue Wiedergabe des Originals allgemeine Anerkennung.
Zu den wissenschaftlichen Arbeiten, welche sie teils selbständig, teils in Gemeinschaft mit ihrem Gatten anfertigte, gehören mehrere literaturgeschichtliche und biographische Darstellungen, u. a. Byron’s Frauengestalten (1845), die Übersetzung des Manuscripts von Königinhof (1858) und Buch denkwürdiger Frauen (1863).
Mit großem Eifer beteiligte sie sich auch an dem von Reinsberg herausgegebenen Sprichwörterlexikon, welches 1872 unter dem Titel: Sprichwörter der Germanischen und Romanischen Sprachen erschien, und 2000 Sprichwörter aus 230 Dialekten enthält. Diesem Musterwerke ging als Vorbereitung ein kleineres Buch voran Das Sprichwort als Kosmopolit, vom philosophischen, praktischen und humoristischen Standpunkt betrachtet (1863), in welchem der Nachweis vorliegt, wie derselbe Gedanke sich unter dem Einfluss der verschiedenen Nationen und Stämme, sowie der Länder, Sitten und Sprachen in vielfältiger Art und Wiese ausgestaltet hat. Außerdem widmete sich Reinsberg mit Vorliebe chronologischen Studien, welche er in einem Handbuche „Katechismus der Kalenderkunde“, 1876, verwertete. Beide Richtungen veranlassten eine ausgedehnte Verbindung mit Gelehrten und Zeitschriften sowie eine umfangreiche Korrespondenz und Veröffentlichung von Rezensionen und Feuilletons.
Zugleich aber litt die Gesundheit von Ida v. Düringsfeld unter der angestrengten Tätigkeit. Jedoch blieb sie bis zu ihrem Ende geistig regsam und produktiv, wenn ihre Arbeiten auch durch asthmatische Anfälle, welche durch ein Herzleiden entstanden, häufig unterbrochen wurden. Vergebens versuchte sie während eines zweimaligen Aufenthalts in Greifswald und Eldena durch Einatmen von Seeluft Heilung zu gewinnen, vielmehr nahmen ihre Beschwerden seit ihrer Rückkehr nach Leipzig zu. Ihre letzten Tage verlebte sie in Leisnig, Zerbst und Stuttgart, wo sie am 25. Oktober 1876 an einem Schlaganfall starb. Ihr Gatte, der sein ganzes Schaffen ihren gemeinsamen Arbeiten und ihrer sorgsamen Pflege gewidmet hatte, beging am darauffolgenden Tag, dem 26. Oktober, Suizid.

## Werke
- Gedichte, 1835
- Der Stern von Andalusien. Romanze 1838
- Schloss Goczyn. Aus den Papieren einer Dame von Stande, 1841, books.google.de
- In der Heimath Briefe eines Halbjahres vom Blätterknospen bis zum Blätterfallen, books.google.de
- Marie. Breslau 1842,  books.google.de
- Skizzen aus der vornehmen Welt. 6 Bände. 1842–1846. Band 2 – Internet Archive
- Magdalene. Breslau 1844
- Hedwig. Breslau 1845
- Byrons Frauen. Breslau 1845; archive.org.
- Graf Chala. Berlin, Duncker 1845; archive.org.
- Margarethe von Valois und ihre Zeit, Memoiren-Roman. Leipzig, Brockhaus 1847. Teil 1: archive.org; Teil 2: books.google.de; Teil 3: archive.org.
- Am Canal grande. Dresden, Meinhold & Söhne 1848
- Antonio Foscarini in 4 Bänden, Stuttgart 1850. Band 1: archive.org; Band 2: archive.org; Band 3: archive.org; Band 4:  books.google.de.
- Reiseskizzen – Teil 1: Aus der Schweiz. Schlodtmann, Bremen 1850; archive.org.
- Reiseskizzen – Teil 2: Aus Italien. Bremen, 1850–1851; archive.org.
- Reiseskizzen – Aus Dalmatien. 1857. Teil 1: archive.org; Teil 2: archive.org; Teil 3: archive.org; Teil 4: books.google.de; Teil 5: archive.org.
- Böhmische Rosen, czechische Volkslieder. Kern, Breslau 1851; archive.org.
- Eine Pension am Genfersee: 2 Romane in e. Hause. Kern, Breslau 1851. Teil 1: archive.org; Teil 2: books.google.de.
- Esther, Novellenroman in zwei Bänden. Breslau, Trewendt & Granier 1852. Band 1: archive.org; Band 2: archive.org.
- Amimone, ein Alpenmärchen vom Genfersee. Terwendt, Breslau 1852
- Clotilde, Eine Geschichte zweier Herzen. Berlin 1855; archive.org.
- Von der Schelde bis zur Maas, das geistige Leben der Vlamingen seit dem Wiederaufblühen der Literatur; Biographien. Lehmann, Leipzig; Claassen, Brüssel 1861. Band 1: archive.org; Band 2: archive.org; Band 3: books.google.de.
- Norbert Dujardin. Breslau 1861; archive.org.
- Hendrick – Ein Geschichte aus Antwerpen. archive.org.
- Das Buch denkwürdiger Frauen. Otto Spamer, Leipzig 1863; archive.org.
- Milena, Eine Geschichte aus Ragusa. Leipzig 1863
- Prismen: Novellen. 2 Bände. Berlin 1863
  - Vier Treppen hoch.
  - In einem kleinen Bade.
  - Die Literaten. Band 1: books.google.de; Band 2: archive.org.
- Das Sprichwort als Kosmopolit. 3 Bände. Fries, Leipzig 1866
  1. Band: Das Sprichwort als Philosoph. archive.org.
  2. Band: Das Sprichwort als Praktikus. archive.org.
  3. Band: Das Sprichwort als Humorist. archive.org.
- zusammen mit Otto von Reinsberg: Hochzeitsbuch: Brauch und Glaube der Hochzeit bei den christlichen Völkern Europas, mit XXIV Illustrationen von Albert Kretschmer. J. G. Bach, Leipzig 1871. urn:nbn:de:hbz:061:1-71430
- Sprichwörter der germanischen und romanischen Sprachen / Ida u. Otto von Reinsberg-Düringsfeld. Leipzig 1872. Band 1: archive.org; Band 2: archive.org